# Woburn, Massachusetts
Woburn är en ort i Middlesex County i delstaten Massachusetts, USA.